# Long Beach (Califòrnia)
|  | Per a altres significats, vegeu «Circuit de Long Beach». |

Long Beach és una ciutat estatunidenca situada en el comtat de Los Angeles, a l'estat de Califòrnia. Aquesta ciutat és vora l'oceà Pacífic. Té un port excel·lent i una platja d'11 km de llargada. En el cens de l'any 2000 Long Beach tenia 461.522 habitants. La ciutat és seu d'un aeroport nacional i el major port marítim industrial de la regió de Los Angeles.

## Ciutats germanes
- Guadalajara (Jalisco, Mèxic)
- (Virginia Beach, Virgínia)
- (Bacolod, Filipines)
- (Kolkata, Índia)
- (Manta, Equador)
- (Phnom Penh, Cambodja)
- (Qingdao, Xina)
- (Sotxi, Rússia)
- (Valparaíso, Xile)
- (Yokkaichi, Japó)
- (Izmir, Turquia)
- (Mombasa, Kenya)
- (Carson City, Nevada)